# Geranium magnificum
Geranium magnificum är en näveväxtart som beskrevs av Nils Hylander. Geranium magnificum ingår i släktet nävor, och familjen näveväxter. Inga underarter finns listade i Catalogue of Life.